# 初川浩司
初川 浩司（はつかわ こうじ、1951年9月25日 - ）は、日本の公認会計士。4大監査法人のひとつ、PwCあらた有限責任監査法人の代表執行役CEOを務めた。

## 人物・経歴
1951年生れ。明治大学商学部卒業。1974年、プライスウオーターハウス会計事務所入所。国内大手企業や外資系企業の監査、海外上場などに関するコンサルティング業務に従事。
中央青山監査法人代表社員、同理事・国際業務管理部長、あらた監査法人（現PwCあらた有限責任監査法人）代表社員などを経て、2009年から2012まで同法人代表執行役CEO及びPwC Japanテリトリー・シニアパートナー。
2012年、農林中央金庫監事。2013年、富士通監査役。2016年、武田薬品工業取締役監査等委員長。大手企業の社外監査役の他、政府の有識者委員会などに名を連ねる。